# Parafia Matki Bożej Anielskiej w Warszawie (Wierzbno)
Parafia Matki Bożej Anielskiej w Warszawie – rzymskokatolicka parafia należąca do dekanatu mokotowskiego, archidiecezji warszawskiej, metropolii warszawskiej Kościoła katolickiego, w Warszawie. Obsługiwana przez ojców franciszkanów.

## Historia
Parafia została erygowana w 1983.

### Kościół parafialny
Kościół wybudowany w latach 80. XX wieku.